# Islam Slimani
Islam Slimani (arab. إسلام سليماني, Islām Sulaymānī; ur. 18 czerwca 1988 w Algierze) – algierski piłkarz grający na pozycji napastnika w belgijskim klubie Anderlecht

## Kariera klubowa
Swoją karierę piłkarską Slimani rozpoczął w klubie JSM Chéraga. W 2008 roku zadebiutował w jego barwach w trzeciej lidze algierskiej. W JSM Chéraga występował przez jeden sezon. Latem 2009 roku przeszedł do pierwszoligowego CR Belouizdad. Zadebiutował w nim 6 sierpnia 2009 w przegranym 1:4 wyjazdowym meczu z MC Oran.

## Statystyki
Aktualne na dzień 10.02.2022r.
| Sezon   | Klub             | Kraj       | Rozgrywki         | Mecze | Bramki |
| ------- | ---------------- | ---------- | ----------------- | ----- | ------ |
| 2008/09 | JSM Chéraga      | Algieria   | LNFA              | 20    | 18     |
| 2009/10 | CR Belouizdad    | Algieria   | Première Division | 30    | 8      |
| 2010/11 | CR Belouizdad    | Algieria   | Première Division | 27    | 10     |
| 2011/12 | CR Belouizdad    | Algieria   | Première Division | 26    | 10     |
| 2012/13 | CR Belouizdad    | Algieria   | Première Division | 15    | 4      |
| 2013/14 | Sporting CP      | Portugalia | Primeira Liga     | 26    | 8      |
| 2014/15 | Sporting CP      | Portugalia | Primeira Liga     | 21    | 12     |
| 2015/16 | Sporting CP      | Portugalia | Primeira Liga     | 33    | 27     |
| 2016/17 | Sporting CP      | Portugalia | Primeira Liga     | 2     | 1      |
| 2016/17 | Leicester City   | Anglia     | Premier League    | 23    | 7      |
| 2017/18 | Leicester City   | Anglia     | Premier League    | 12    | 0      |
| 2017/18 | Newcastle United | Anglia     | Premier League    | 4     | 0      |
| 2018/19 | Fenerbahçe SK    | Turcja     | Süper Lig         | 15    | 1      |
| 2019/20 | AS Monaco        | Francja    | Ligue 1           | 18    | 9      |
| 2020/21 | Leicester City   | Anglia     | Premier League    | 1     | 0      |
| 2020/21 | Olympique Lyon   | Francja    | Ligue 1           | 18    | 3      |
| 2021/22 | Olympique Lyon   | Francja    | Ligue 1           | 12    | 1      |
| 2021/22 | Sporting CP      | Portugalia | Primeira Liga     | 1     | 0      |

## Kariera reprezentacyjna
W reprezentacji Algierii Slimani zadebiutował 26 maja 2012 roku w wygranym 3:0 towarzyskim mezu z Nigrem, gdy w 46. minucie meczu zmienił Hameura Bouazzę. W 2013 roku został powołany do kadry na Puchar Narodów Afryki 2013.